# Pterostichus cursor
Pterostichus cursor – gatunek chrząszcza z rodziny biegaczowatych i podrodziny dzierowatych.

## Taksonomia
Gatunek ten opisał po raz pierwszy w 1828 roku Pierre F.M.A. Dejean pod nazwą Feronia cursor.

## Morfologia
Chrząszcz o wydłużonym ciele długości od 7,3 do 8,7 mm, ubarwionym czarno z wyraźnie niebiesko irydyzującymi pokrywami oraz czerwonobrązowymi głaszczkami, pierwszym członem czułków, goleniami i stopami. Głowa wyposażona jest w dwie pary szczecinek nadocznych (supraorbitalnych). Przedplecze ma lekko wypukłe w zarysie krawędzie boczne. Pokrywy mają całkowicie obrzeżone podstawy oraz pozbawione są rządków przytarczkowych. Poprzeczna rzeźba na ich powierzchni jest bardzo delikatna, tylko mikroskopowo widoczna, wyraźnie słabiej zaznaczona niż u P. vernalis i P. leonisi. Skrzydła tylnej pary są w pełni wykształcone. Odnóża cechują się stopami z pośrodkowymi rowkami podłużnymi na wierzchu członów. Stopy tylnej pary mają porośnięty od spodu delikatnymi szczecinkami człon ostatni.

## Ekologia i występowanie
Owad rozmieszczony na nizinach, halofilny. Zasiedla wilgotne i porośnięte roślinnością pobrzeża wód, w tym mórz, mokradła i słonawiska.
Gatunek palearktyczny, znany z Hiszpanii, Irlandii, Wielkiej Brytanii, Francji, Niemiec, Austrii, Włoch, Czech, Słowacji, Węgier, Mołdawii, Bułgarii, Słowenii, Chorwacji, Bośni i Hercegowiny, Serbii, Czarnogóry, Albanii, Macedonii Północnej, Grecji, europejskiej i zachodniosyberyjskiej części Rosji, Cypru, anatolijskiej części Turcji, Azerbejdżanu, Iraku, Iranu i Afganistanu.
W Czechach obecny jest tylko na Morawach, a i tam rzadki i lokalny. Na „Czerwonej liście gatunków zagrożonych Republiki Czeskiej” umieszczony jest jako gatunek zagrożony wymarciem (EN). Na Słowacji również widywany jest rzadko i lokalnie.